# Balukowo
Babiole – dawna osada. Tereny, na których była położona, leżą obecnie na Białorusi, w obwodzie witebskim, w rejonie brasławskim, w sielsowiecie Opsa.

## Historia
W latach 1921–1945 osada leżała w Polsce, w województwie nowogródzkim (od 1926 w województwie wileńskim), w powiecie brasławskim, w gminie Opsa.
Powszechny Spis Ludności z 1921 roku nie podał danych dotyczących miejscowości. W 1931 w 1 domu zamieszkiwały 3 osoby.
Miejscowość podlegała pod Sąd Grodzki w Opsie i Okręgowy w Wilnie; właściwy urząd pocztowy mieścił się w Opsie.